# Lautaro Pertusatti
Lautaro Omar Pertusatti González (Salto, 21 luglio 2001) è un calciatore uruguaiano, difensore del River Plate (M).

## Caratteristiche tecniche
Di ruolo terzino destro, può giocare anche al centro della difesa.

## Carriera
Ha iniziato a giocare a calcio nel settore giovanile del Danubio, per poi passare a quello del Nacional nell'estate del 2019. L'8 maggio 2021 è stato ceduto in prestito al Central Español dove ha debuttato tra i professionisti il 10 giugno nell'incontro di seconda divisione uruguaiana perso 3-2 contro il Rocha; rientrato al Nacional a fine anno dopo 2 sole presenze, ha fatto il suo esordio assoluto in prima squadra l'8 settembre 2022 nella partita di Copa Uruguay 2022 vinta 1-0 contro il Miramar Misiones, rimanendo poi in rosa per tutta la stagione senza però giocare ulteriori partite ufficiali. Ad inizio 2023 è stato nuovamente ceduto in prestito, questa volta al Rentistas, con cui ha disputato 21 partite in seconda divisione.
Rimasto senza contratto al termine della stagione, il 10 febbraio 2024 si è accordato con il Tacuarembó con cui ha trascorso una stagione da titolare (28 presenze) in seconda divisione. L'8 gennaio 2025 è stato acquistato dal River Plate (M), con cui nel corso della stagione ha esordito in prima divisione.

## Statistiche

### Presenze e reti nei club
Statistiche aggiornate al 16 agosto 2025.
| Stagione        | Squadra         | Campionato      | Campionato | Campionato | Coppe nazionali | Coppe nazionali | Coppe nazionali | Coppe continentali | Coppe continentali | Coppe continentali | Altre coppe | Altre coppe | Altre coppe | Totale | Totale | Totale |
| Stagione        | Squadra         | Comp            | Pres       | Reti       | Comp            | Pres            | Reti            | Comp               | Pres               | Reti               | Comp        | Pres        | Reti        | Pres   | Reti   |        |
| --------------- | --------------- | --------------- | ---------- | ---------- | --------------- | --------------- | --------------- | ------------------ | ------------------ | ------------------ | ----------- | ----------- | ----------- | ------ | ------ | ------ |
| 2021            | Central Español | SD              | 2          | 0          | -               | -               | -               | -                  | -                  | -                  | -           | -           | -           | 2      | 0      |        |
| 2022            | Nacional        | PD              | 0          | 0          | CU              | 1               | 0               | -                  | -                  | -                  | -           | -           | -           | 1      | 0      |        |
| 2023            | Rentistas       | SD              | 21         | 0          | CU              | 1               | 0               | -                  | -                  | -                  | -           | -           | -           | 22     | 0      |        |
| 2024            | Tacuarembó      | SD              | 28         | 0          | CU              | 0               | 0               | -                  | -                  | -                  | -           | -           | -           | 28     | 0      |        |
| 2025            | River Plate (M) | PD              | 16         | 0          | CU              | 0               | 0               | -                  | -                  | -                  | -           | -           | -           | 16     | 0      |        |
| Totale carriera | Totale carriera | Totale carriera | 62         | 0          |                 | 2               | 0               |                    | -                  | -                  |             | -           | -           | 64     | 0      |        |